# Cordylocarpus
Cordylocarpus es un género con tres especies de plantas pertenecientes a la familia Brassicaceae.

## Taxonomía
El género fue descrito por René Louiche Desfontaines y publicado en Flora Atlantica 2: 79. 1798.

## Especies
- Cordylocarpus laevigatus Willd.
- Cordylocarpus muricatus Desf.
- Cordylocarpus ramosissimus Pomel